# Elbeflug
Die Elbeflug GmbH war eine deutsche Frachtfluggesellschaft mit Sitz in Pinneberg. Sie hat ihren Flugbetrieb niemals aufgenommen.

## Geschichte
Der Pinneberger Kaufmann Horst Ortwin Möller gründete im Jahr 1969 die Elbeflug und erwarb von der Vebeg, einer Gesellschaft zur Verwertung alter militärischer Mittel, 23 Flugzeuge des Typs Noratlas. Diese waren zuvor von der Luftwaffe, ungeachtet ihrer zum Teil nur geringen Anzahl von Flugstunden, ausgemustert worden. Um die Jahreswende 1970/71 wurden dann 16 Maschinen ausgeliefert, wenngleich bereits ein Exemplar aufgrund eines Motorschadens auf dem Auslieferungsflug notlanden und schließlich abgeschrieben werden musste.
Für die Beschaffung der Maschinen verwendete Möller einen Teil des von den 329 Kommanditisten – Unternehmer, Rechtsanwälte, Ärzte und Freiberufler – eingebrachten Kapitals in Höhe von 10,5 Millionen DM. Seine Geschäftspartner hatte er zuvor mit Eindruck erweckenden Werbeauftritten und imponierenden Profitversprechen für sich gewinnen können.
Schon bald verkündete man den Abschluss eines Vertrages mit dem marokkanischen Exportbüro für landwirtschaftliche Erzeugnisse. Mit vier Flugzeugen sollten 100 bis 140 Tonnen Obst und Gemüse pro Monat nach Deutschland und Frankreich geflogen werden. Auch habe man aus Nordafrika und dem Nahen Osten weitere Anfragen für die übrigen Flugzeuge der Elbeflug erhalten. Darüber hinaus plante man in den Containertransport einsteigen zu können, sah man sich selbst mit dem eher ungewöhnlichen Fluggerät als eine Art Nischenfüller.
Der Plan von einer lukrativen Frachtfluggesellschaft ließ sich nie realisieren, weigerte sich doch das Luftfahrt-Bundesamt dem Unternehmen wegen seiner undurchsichtigen Firmenverhältnisse eine Betriebsgenehmigung zu erteilen. Hierdurch bedingt verließ nicht auch nur eine einzige Maschine im Sinne des operativen Betriebs jemals den Flughafen Lübeck-Blankensee – der Zustand der Flugzeuge verschlechterte sich hingegen zusehends.

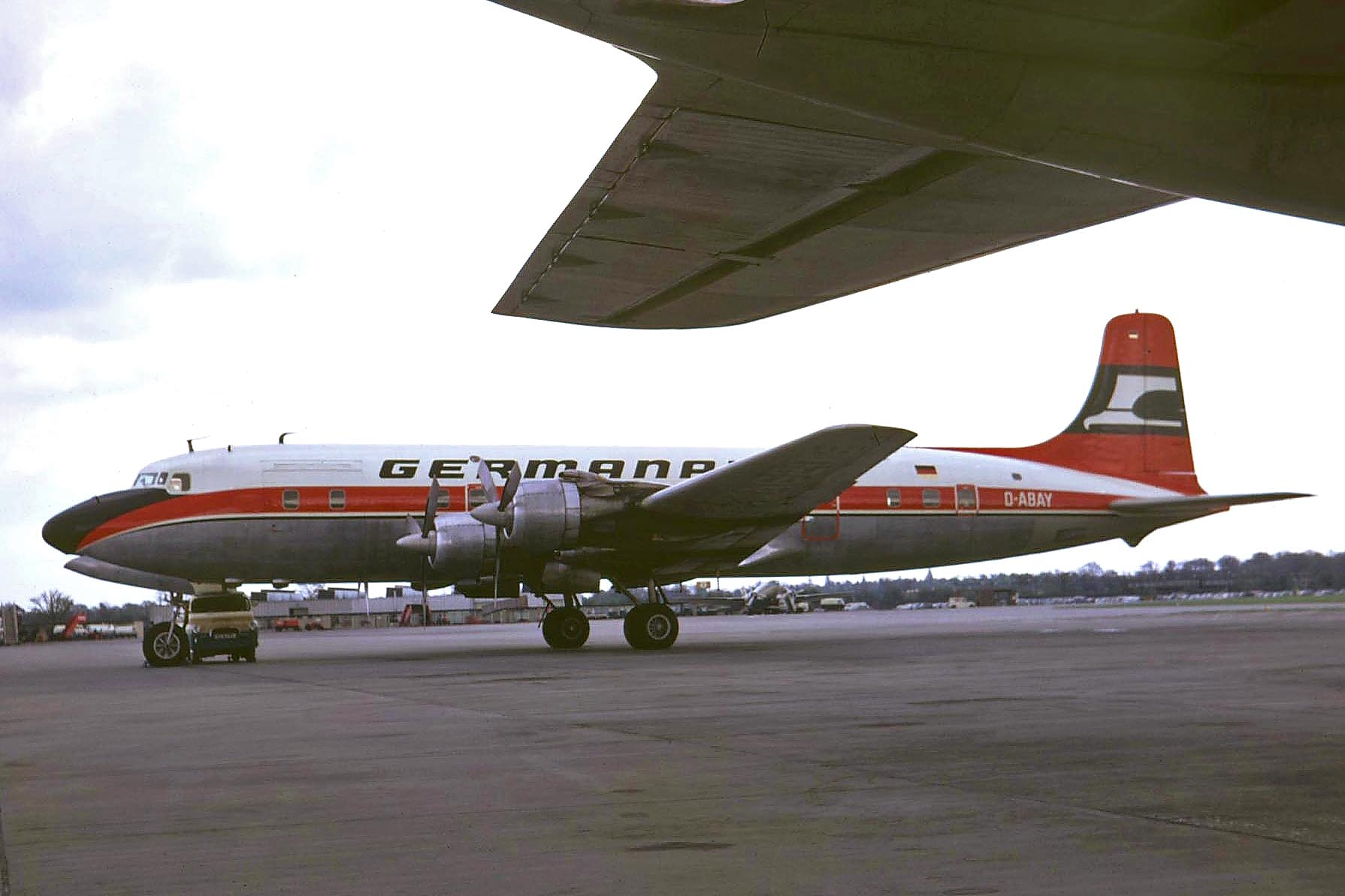
Ehemalige Douglas DC-6 der Elbeflug nach der Übernahme durch Germanair. Die Bemalung ist nahezu identisch; erstgenannte verzichtete lediglich auf die schwarzen Elemente.

Im April 1971 erwarb man zwei Douglas DC-6, um den Flugbetrieb doch noch aufnehmen zu können. Die Maschinen wurden jedoch nach der Umlackierung und dem Umbau zusammen mit drei Noratlas von der Schweizer Jet Aviation wegen ausstehender Rechnungen einbehalten. Keine der beiden Douglas DC-6 wurde je vollständig an die Elbeflug übergeben; lediglich die Maschine mit dem Luftfahrzeugkennzeichen D-ABAY gelang im Zuge einer Flugschau kurzzeitig nach Lübeck, wollte die Elbeflug mit ihr und mehreren anderen, frisch ausgelieferten Noratlas neue Kapitalgeber locken und sich von ihrer besten Seite zeigen. Im Zuge der Flugschau gab man ebenfalls bekannt, Optionen für zwei Flugzeuge des Typs Transall C-160 gezeichnet zu haben.
Die Lage der Elbeflug spitzte sich zu, als schließlich mehrere Mitgesellschafter Auskunft über die Verwendung ihrer Gelder verlangten. Der Steuerbevollmächtigte Erich Mayer aus Mosbach wurde infolgedessen auf einer außerplanmäßigen Gesellschafterversammlung mit der Prüfung der Geschäftsbücher beauftragt. Möller versuchte noch vergeblich eine solche Prüfung zu verhindern. Hierfür schickte er seine Sekretärin zusammen mit zwei Piloten in einer Cessna 172 von Pinneberg, dem Unternehmenssitz, nach Mosbach und beauftragte sie, unter dem Vorwand, das Finanzamt führe in Pinneberg eine Lohnsteuer-Betriebsprüfung durch, die Gewalt über die Firmenunterlagen zurückzugewinnen. Mayer jedoch durchschaute das Vorhaben und brachte die Dokumente in einen Tresor der örtlichen Volksbank, um schließlich mit seiner Prüfung fortzufahren. Letztere ergab, dass Möller einen Teil des von den Kommanditisten eingebrachten Kapitals zu seinen Gunsten direkt auf die Konten der Elbeflug GmbH – und eben nicht auf die der zuständigen Elbeflug GmbH & Co. KG Luftgeräte-Anlagegesellschaft – transferiert hatte. Ferner hatte Möller die Kosten einer Flugzeugumrüstung von 151.718 Franken auf 1,2 Mio. Franken manipuliert und der Elbeflug seinen familiären Weihnachtsurlaub, den Kauf eines Schiffes und das Mobiliar eines privaten Zimmers angerechnet. Bedingt durch diese Ergebnisse erließ das Landgericht Itzehoe einen Arrest wegen der gemäß Urteil „widerrechtliche[n] Vereinnahmung von 21 Schecks im Werte von 803.847,50 Mark“ gegen Möller und untersagte ihm die weitere Geschäftsführung.
Im Jahr 1972 erklärte ein Prokurist schlussendlich die Zahlungsunfähigkeit der Elbeflug. Möller und seine Frau wurden daraufhin verhaftet, hatten sie sich doch trotz der prekären finanziellen Situation weiterhin äußerst hohe Gehälter gezahlt; Ermittlungen wegen Verdacht auf Untreue und Betrugs wurden von der zuständigen Staatsanwaltschaft aufgenommen. Die große Menge von Beträgen, die das Ehepaar noch zuvor zwischen den unzähligen Unterfirmen transferiert hatte, erschwerte Steuerfahndern und Wirtschaftsprüfern die Sichtung der Konkursmasse erheblich. Am Ende gingen die geprellten Kommanditisten leer aus – sie erhielten nichts von ihren Geldern zurück.
1977 wurden sowohl Horst Ortwin Möller als auch Helga Möller in einem Prozess wegen Anlagebetrugs zu langjährigen Haftstrafen verurteilt.

## Flotte
Die Flotte der Elbeflug bestand aus 17 Maschinen:
- 2 Douglas DC-6
- 15 Nord Noratlas

Die auf dem Auslieferungsflug wegen eines Motorschadens abgeschriebene Noratlas D-ACUR wurde später auf Umwegen nach Ruanda geschmuggelt. Eine weitere Maschine vom Typ Noratlas hatte man bei der Elbeflug von vornherein für die Beschaffung von Ersatzteilen vorgesehen.
Nach dem Konkurs wurden die letzten zehn im Zuge des Insolvenzverfahren noch nicht veräußerten Noratlas an den Schrotthändler Albert Berg versteigert. Einige dieser Maschinen wurden zerlegt, andere gelangten auf teils abenteuerlichen Wegen in Entwicklungsländer und wieder andere sind noch heute im potts park und in Hermeskeil zu besichtigen.